# Su Xuelin

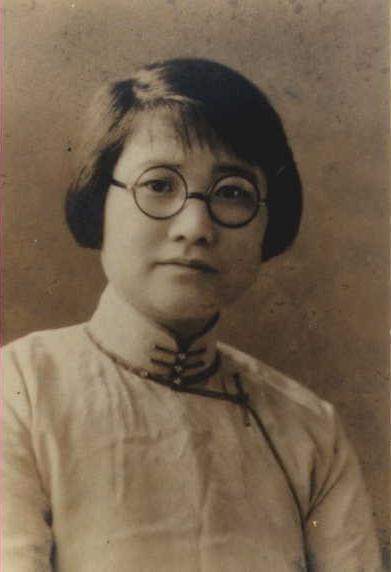
Su Xuelin in Wuhan im Jahre 1933

Su Xuelin oder Su Hsüeh-lin (chinesisch 蘇雪林 / 苏雪林, Pinyin Sū Xuělín, W.-G. Su Hsüeh-lin; * 24. Februar 1897 in Rui’an, Zhejiang; † 21. April 1999 in Tainan, Taiwan) war eine chinesische Schriftstellerin und Gelehrte.

## Jugend
Su Xuelin wurde 1897 in einer Beamtenfamilie aus Anhui geboren. Ihr Großvater Su Jinxin war Beamter in mehreren Kreisen der Provinz Zhejiang. Ihre Mutter hieß Tu, aber hatte keinen amtlichen Familiennamen und erhielt stattdessen den Beinamen To-Ni. Sus Vater war niederer Beamter unter der Qing-Dynastie und danach in der Volksrepublik China. Su hatte drei Brüder und zwei Schwestern.

## Bildung und Karriere
Su studierte zuerst in Anhui und danach in Peking unter der Leitung von Hu Shih. Während der Bewegung des 4. Mai verfasste sie ihren Essay „Grüne Himmel“ und ihren Roman „Dorniges Herz“, der viel Lob der Kritiker erhielt. 1922 zog sie nach Frankreich um und kehrte 1925 nach China zurück. Danach unterrichtete sie an der Soochow-Universität in Suzhou und an der Universität Wuhan.
Su war Gegnerin des zeitgenössischen Schriftstellers Lu Xun und schrieb Cai Yuanpei, um ihn zu überzeugen, nicht Vorsitzender des Komitees zu werden, das Lus Bestattung nach seinem Tod im Jahre 1936 organisierte. Dies sorgte für Unmut bei den Linken, die Su lautstark geißelten. Als die Kommunistische Partei Chinas im Jahre 1949 die Republik stürzte, ließ sich Su in Hongkong nieder und wurde dort Redakteurin und Übersetzerin bei der katholischen Kirche. Trotzdem konnte Su in Hongkong keine Urkunde für ihre Forschung finden, also zog sie nach einem Jahr nach Europa und arbeitete weiterhin für die katholische Kirche. Nachdem sie die Vatikanstadt besichtigte, ließ sie sich in Frankreich nieder. Sie belegte Kurse am Collège de France, wo sie von Édouard Paul Dhorme, Paul Demiéville und Georges Dumézil beeinflusst wurde. Allerdings fand sie die französische Sinologie irrelevant für ihre Forschung und verließ das Land nach zwei Jahren. Ungefähr zur selben Zeit verlegte sie ihren Forschungsschwerpunkt auf alte Texte, wie z. B. die Werke von Qu Yuan sowie der griechischen und römischen Mythologie.
1952 wurde sie Professorin an der Nationalen Pädagogischen Universität Taiwan und der Cheng-Kung-Nationaluniversität. Im Jahre 1973 ging sie in Rente  und wurde der erste Honorarprofessor der Cheng-Kung-Nationaluniversität. Sie starb 1999 mit 102 Jahren. Ihre Werke, die lange in Festlandchina verschwiegen wurden, wurden dort nach ihrem Tod veröffentlicht.

## Persönliches Leben
Su konvertierte zum römischen Katholizismus im Jahre 1924. In ihrer Autobiografie Fu Sheng Jiu SI schrieb sie, sie sei ein Nachfahre von Su Zhe, einem renommierten Dichter der Song-Dynastie.